# Opera cinese
L'opera cinese (cinese: 戏曲/戲曲, pinyin: Xìqŭ o semplicemente xì, letteralmente gioco, dramma, rappresentazione, divertimento) è il termine con il quale ci si riferisce al teatro cinese tradizionale.
È un genere composto da diversi modelli e stili regionali, in cui si fondono la poesia, la musica, la danza e le tecniche acrobatiche.  I personaggi sono ruoli fissi, che utilizzano specifiche tecniche del movimento, del gesto e della voce, oltre a costumi e trucchi caratteristici.
Il testo è per lo più cantato, elemento condizionato dal fatto che l'altezza (intonazione) di una sillaba è un carattere distintivo nella lingua cinese. Le varianti di intonazione nei diversi dialetti regionali sono determinanti nella diversificazione degli stili teatrali regionali; attualmente quelli praticati sono circa trecentocinquanta.

## Storia

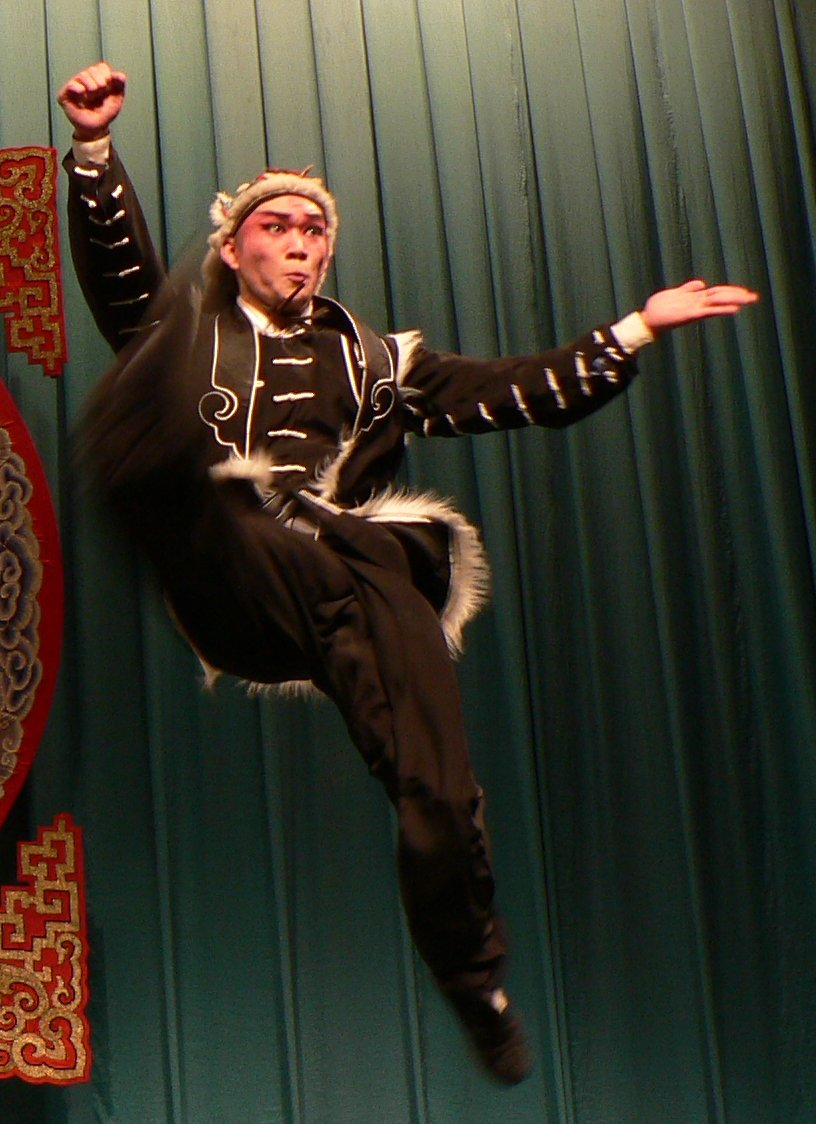
Il maestro dei cavalli durante un salto

Dal teatro Paiyou, la forma originaria di teatro sviluppatasi sotto le dinastie Qin (221-206 a.C.) e Han (206 a.C.-220 d.C.), al teatro Baixì della dinastia Han, al teatro Canjun della dinastia Tang (618-907), al teatro meridionale (nanxì) della dinastia Song (960-1279), al teatro Zájù (雜劇) della dinastia Yuan, il teatro cinese si è trasformato da un'arte semplice e popolare in un genere artistico estremamente raffinato.
La prima vera forma di opera cinese organizzata apparve sotto la dinastia Tang, con l'imperatore Xuanzong (712–755), fondatore della prima compagnia di opera cinese, il Giardino delle Pere (梨园/梨園; líyuán), che recitava per l'imperatore e i suoi ospiti. Ancora oggi i professionisti dell'opera cinese vengono chiamati Discepoli del Giardino delle Pere (梨园弟子/梨園弟子, líyuán dìzi).
Nel XII secolo nei teatri di Hangzhou, capitale della dinastia meridionale si sviluppava un genere particolare il dramma meridionale (Nánxì 南戏/南戲) nel quale il dialogo in versi è recitato o cantato. I tre drammi meridionali che sono pervenuti fino a noi, scritti da anonimi, non hanno divisioni interne in atti o scene e, secondo le descrizioni contemporanee, erano accompagnati da un'orchestra di strumenti a corde e a fiato, con un coro fuori scena che sottolineava le arie più importanti.
Dopo la conquista mongola, si diffuse a nord il teatro Zájù (雜劇) nel quale si definirono i ruoli standardizzati: Dàn (旦, donna), Mo (末, uomo venerabile), Shēng (生, uomo giovane), Jìng (淨, viso dipinto) e Chŏu (丑, clown). I drammi erano divisi in più atti, generalmente quattro. A differenza del dramma meridionale, solo il personaggio principale cantava i versi lirici, mentre gli altri personaggi parlavano soltanto.
A sud, nelle province di Zhejiang e Jiangsu, si diffuse intanto un genere di opera popolare conosciuta come chuánqí (傳奇, racconto meraviglioso). A questo genere appartiene una delle più belle opere della tradizione cinese, La storia del liuto (Pípa jì, 琵琶記) di Gāo Míng (c. 1301-1370), che riproduce il conflitto insanabile fra pietà filiale e lealtà al trono, due punti cardine del pensiero confuciano.
A partire dal XVI secolo, sotto la dinastia Ming, principalmente ad opera dell'attore e musicista Wei Liangfu (c. 1522-73), si giunse ad una nuova forma, il Kūnqǔ (昆曲) che ebbe origine nel Kunshan vicino a Suzhou, e che unificava vari stili preesistenti, originari principalmente dalla Cina meridionale. 
Il Kunqu, teatro aristocratico, affidato a compagnie private, era estremamente raffinato, caratterizzato da un linguaggio ornato ed elegante e da una certa lentezza della melodia, da un ridotto accompagnamento musicale - soprattutto flauti e percussioni -, della gestualità e dell'azione scenica. Fu probabilmente questo linguaggio così raffinato ed allusivo a determinare la progressiva scomparsa del Kunqu, sostituito da forme di teatro più spettacolari e roboanti.
Durante le dinastie Ming (XIV-XVII secolo) e Qing (XVII-XX secolo) si sviluppò una grande varietà di stili popolari. Fra questi generi locali, uno dei più diffusi fu il Bangzi. Il genere tuttora più diffuso è l'Opera di Pechino
Agli inizi del XX secolo, gli studenti di ritorno dalle università straniere cominciarono a sperimentare generi teatrali occidentali. I drammaturghi cinesi furono influenzati da questi nuovi generi, e diedero vita ad una produzione teatrale di rinnovata ispirazione. Il maggior rappresentante di queste nuove tendenze è Cáo Yǔ (nato nel 1910, autore di grandi successi come La Tempesta, L'Alba, La Foresta e L'Uomo di Pechino, scritte fra il 1934 e il 1940.
Con l'avvento della Repubblica Popolare Cinese, nuovo interesse fu posto sullo sviluppo delle forme tradizionali di teatro. Nei primi anni del regime, l'Opera di Pechino fu incoraggiata, e furono scritti e messi in scena molti nuovi spettacoli. Trattandosi di una forma d'arte popolare, l'opera cinese rifletteva in modo immediato i mutamenti politici. A metà degli anni cinquanta, per esempio, risentì positivamente della Campagna dei Cento Fiori, mentre nel novembre del 1965, l'attacco contro Wu Han e i suoi drammi storici segnarono l'inizio della Rivoluzione Culturale.

Durante la Rivoluzione Culturale le compagnie vennero sciolte, attori e drammaturghi furono perseguitati e tutte le opere, ad eccezione di un repertorio di otto opere modello approvate dal Partito Comunista. Le opere di stile occidentale furono condannate come "erbe velenose" e se ne proibì la rappresentazione.

Dopo la caduta della Banda dei quattro nel 1976, l'opera cinese ha conosciuto un revival, sono riapparsi i drammi tradizionali e si è sviluppato un nuovo repertorio.

## Elementi dello spettacolo

### I personaggi
I personaggi standardizzati sono una caratteristica dell'opera cinese. Il personaggio è caratterizzato da un particolare abbigliamento, oltre che dalla gestualità e dallo stile di canto e di declamazione.
Grande importanza riveste il trucco facciale degli attori, che è applicato con disegni evidenti per simboleggiare il carattere, il ruolo e il destino del personaggio. Il pubblico, abituato a decifrare questo tipo di indicazioni, può intuire la storia dei personaggi osservandone il trucco e il costume che indossano. Generalmente, il rosso indica lealtà e coraggio, il nero valore e autorità, il giallo e il bianco doppiezza e malvagità.

### La scenografia
Gli elementi scenografici dell'opera cinese sono molto pochi e semplici, a parte le spade e le lance usate nei combattimenti, e il loro scopo è soprattutto quello di suggerire l'ambientazione, piuttosto che di rappresentarla. Tavoli e sedie sono elementi facilmente spostabili che possono indicare molte cose diverse (troni, montagne, ecc.). Un personaggio che si suicida gettandosi in un pozzo può semplicemente saltare giù da una sedia e poi uscire dalla scena. Un timone può rappresentare una barca, un frustino può suggerire la presenza di un cavallo: quando un attore tiene in mano un frustino, di solito si intende che stia andando a cavallo. Le persone di alto livello spesso portano un ombrello. Le scene d'interni sono valorizzate dalla presenza di tappeti colorati.

### La musica

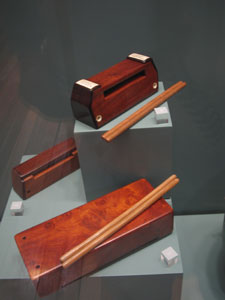
Strumenti a percussione dell'opera Bangzi

La musica è basata su melodie esistenti, spesso canzoni popolari, alle quali il drammaturgo adatta i versi delle parti cantate. L'unità base delle arie consiste di due versi o frasi poetiche, composte di sette o dieci caratteri cinesi. Il primo verso finisce con un tono ascendente (secondo tono), il secondo con un tono piatto (primo tono). Il numero dei distici è determinato sia dalla trama che dal numero di arie presenti in ogni scena. Nelle rappresentazioni odierne, i versi delle arie sono visualizzati su schermi posti ai lati della scena.
L'orchestra (wénwǔcháng 文武场) in genere è un piccolo ensemble di sei o sette musicisti sistemati a un lato della scena. Il direttore è il percussionista che suona il dānpí 单皮 e strumenti a percussione di legno. Fanno parte dell'orchestra gli strumenti a corde (wénchǎng 文场), che hanno la funzione di accompagnare il canto, ma possono anche essere usati per effetti speciali; gli strumenti a percussione (wǔchǎng 武场); spesso, anche strumenti a fiato.

Strumenti a percussione: dānpí (piccolo tamburo su un supporto di legno a tre gambe), dàgǔ 大鼓 (grande tamburo usato nelle scene di festa o di battaglia), luó 锣/鑼 (gong, che può essere dàluó 大锣, un grande gong che produce un riverbero profondo, spesso usato nelle scene di combattimento, o xiǎoluó 小锣, un piccolo gong che produce un caratteristico suono acuto, spesso usato quando un personaggio femminile entra in scena), bó (鈸 cembali o piatti, dalla forma a campana), gǔbǎn 鼓板 (sorta di nacchere di legno), yúnluó 云罗 (serie di piccoli gong in una struttura a cornice di legno).

Strumenti a fiato: xiāo 箫/簫 (un tipo di flauto dolce), dízi (笛子 flauto traverso), suǒnà 唢/锁呐/嗩/鎖吶  (oboe cinese), shēng 笙 (un insieme di canne di bambù di varie altezze, fissate ad una base nella quale soffia il musicista).
Il direttore-percussionista non solo dirige l'accompagnamento, ma sovrintende allo sviluppo dell'azione drammatica. Il suono del gong sottolinea le azioni importanti, e in generale la rumorosità dell'accompagnamento musicale può sembrare assordante all'orecchio dello spettatore occidentale.

## Generi
Generi di opera cinese e aree di diffusione
| Provincia, regione autonoma o municipalità |                                                          | Prefettura, contea o città                                   |                                                           |
| ------------------------------------------ | -------------------------------------------------------- | ------------------------------------------------------------ | --------------------------------------------------------- |
| Anhui                                      | Huījù (Opera Anhui) 徽剧                                 | Anqiang                                                      | Huángméixì (Opera Huangmei) 黄梅戏                        |
| Anhui                                      | Huījù (Opera Anhui) 徽剧                                 | Chizhou                                                      | Chízhōu nuóxì 池州傩戏                                    |
| Anhui                                      | Huījù (Opera Anhui) 徽剧                                 | Luan - Hefei                                                 | Lújù 庐剧                                                 |
| Anhui                                      | Huījù (Opera Anhui) 徽剧                                 | Qimen                                                        | Huīzhōu mùliánxì 徽州目连戏                               |
| Anhui                                      | Huījù (Opera Anhui) 徽剧                                 | Qingyang                                                     | Qīngyáng qiāng 青阳腔                                     |
| Anhui                                      | Huījù (Opera Anhui) 徽剧                                 | Suzhou - Bengbu                                              | Sìzhōuxì 泗州戏,                                          |
| Anhui                                      | Huījù (Opera Anhui) 徽剧                                 | Yuexi                                                        | Yuèxī gāoqiāng 岳西高腔                                   |
| Beijing, municipalità                      | Jīngjù (Opera di Pechino) 京剧 Kūnqǔ 昆曲                |                                                              |                                                           |
| Chonqing, municipalità                     |                                                          | Liangping                                                    | Liángshān dēngxì 梁山灯戏                                 |
| Fujian                                     | Liyuanxi 梨园戏                                          | Fuzhou                                                       | Mǐnjù (Opera Hokkien) 闽剧                                |
| Fujian                                     | Liyuanxi 梨园戏                                          | Jonghan                                                      | Yǒngān dà qiāngxì 永安大腔戏                              |
| Fujian                                     | Liyuanxi 梨园戏                                          | Longyan                                                      | Mǐnxī hànjù 闽西汉剧                                      |
| Fujian                                     | Liyuanxi 梨园戏                                          | Putian - Xianyou                                             | Púxiānxì 莆仙戏                                           |
| Fujian                                     | Liyuanxi 梨园戏                                          | Quanzhou                                                     | Gāojiǎxì 高甲戏                                           |
| Fujian                                     | Liyuanxi 梨园戏                                          | Shouning                                                     | Shòuníng běilùxì 寿宁北路戏                               |
| Fujian                                     | Liyuanxi 梨园戏                                          | Taining                                                      | Tàiníng méilínxì 泰宁梅林戏                               |
| Fujian                                     | Liyuanxi 梨园戏                                          | Zhangzhou                                                    | Xiangju                                                   |
| Fujian                                     | Liyuanxi 梨园戏                                          | Zhangzhou - Xiameng                                          | Gēzǐxì 歌仔戏                                             |
| Fujian                                     | Liyuanxi 梨园戏                                          | Zhenghe - Pingnan                                            | Sìpíngxì 四平戏                                           |
| Gansu                                      | Qǔzixì 曲子戏                                            | Dunhuang                                                     | Dūnhuáng Qǔzixì 敦煌曲子戏                                |
| Gansu                                      | Qǔzixì 曲子戏                                            | Huating                                                      | Huátíng Qǔzixì 华亭曲子戏                                 |
| Guangdong                                  | Yuèjù (Opera Cantonese) 粵劇                             | Chaozhou                                                     | Cháojù 潮剧                                               |
| Guangdong                                  | Yuèjù (Opera Cantonese) 粵劇                             | Haifeng                                                      | Xīqínxì 西秦戏                                            |
| Guangdong                                  | Yuèjù (Opera Cantonese) 粵劇                             | Haifeng                                                      | Báizìxì 白字戏                                            |
| Guangdong                                  | Yuèjù (Opera Cantonese) 粵劇                             | Shanwei                                                      | Zhèngyǔxì 正宇戏,                                         |
| Guangdong                                  | Yuèjù (Opera Cantonese) 粵劇                             | Zijin                                                        | Huācháoxì 花朝戏                                          |
| Guangxi                                    | Cǎidiào 彩调 - Guìjù 桂剧 - Zhuàngjù (Opera Zhuang) 壮剧 | Bobai                                                        | Guìnán cǎicháxì 桂南采茶戏                                |
| Guangxi                                    | Cǎidiào 彩调 - Guìjù 桂剧 - Zhuàngjù (Opera Zhuang) 壮剧 | Huanjiang Maonanzu                                           | Máonánzú féitào 毛南族肥套                                |
| Guizhou                                    |                                                          | Anshun                                                       | Ānshùn dìxì 安顺地戏                                      |
| Guizhou                                    | Cheheng                                                  | Bùyīxì (Opera Buyi) 布依戏                                   |                                                           |
| Guizhou                                    | Dejiang                                                  | Déjiāng nuótángxì 德江傩堂戏                                 |                                                           |
| Guizhou                                    | Liping                                                   | Tóngxì (Dramma etnico Tong) 侗戏                             |                                                           |
| Guizhou                                    | Sinan                                                    | Sīnán huādēngxì 思南花灯戏                                   |                                                           |
| Guizhou                                    | Weining                                                  | Yízú cuōtàijí (Dramma sacro della nazionalità Yi) 彝族撮泰吉 |                                                           |
| Hainan                                     | Qióngjù                                                  |                                                              |                                                           |
| Hebei                                      | Héběi bāngzǐ 河北梆子 Yānggēxì 秧歌戏                    | Cangzhou                                                     | Cangzhou Kuaiban Dagu                                     |
| Hebei                                      | Héběi bāngzǐ 河北梆子 Yānggēxì 秧歌戏                    | Dingzhou                                                     | Dìngzhōu Yānggēxì 定州秧歌戏                              |
| Hebei                                      | Héběi bāngzǐ 河北梆子 Yānggēxì 秧歌戏                    | Kangbao                                                      | èrréntái 二人台                                           |
| Hebei                                      | Héběi bāngzǐ 河北梆子 Yānggēxì 秧歌戏                    | Longyao                                                      | Lóngyáo Yānggēxì 隆尧秧歌戏                               |
| Hebei                                      | Héběi bāngzǐ 河北梆子 Yānggēxì 秧歌戏                    | Luannan                                                      | Píngjù 评剧                                               |
| Hebei                                      | Héběi bāngzǐ 河北梆子 Yānggēxì 秧歌戏                    | Qing - Qingyuan                                              | Hāhā qiāng 哈哈腔                                         |
| Hebei                                      | Héběi bāngzǐ 河北梆子 Yānggēxì 秧歌戏                    | Shijiazhuang                                                 | Shíjiāzhuāng sīxián 石家庄丝弦                            |
| Hebei                                      | Héběi bāngzǐ 河北梆子 Yānggēxì 秧歌戏                    | Wuan                                                         | Wǔān nuóxì 武安傩戏                                       |
| Hebei                                      | Héběi bāngzǐ 河北梆子 Yānggēxì 秧歌戏                    | Wuan                                                         | Wǔānpíng diàoluòzǐ 武安平调落子                           |
| Henan                                      | Henan bangzi - Kūnqǔ 昆曲 - Qǔjù 曲剧 - Yùjù 豫剧        | Huaxian - Puyang                                             | Dàxiánxì 大弦戏                                           |
| Henan                                      | Henan bangzi - Kūnqǔ 昆曲 - Qǔjù 曲剧 - Yùjù 豫剧        | Nanle                                                        | Púyáng mùliánxì 濮阳目连戏                                |
| Henan                                      | Henan bangzi - Kūnqǔ 昆曲 - Qǔjù 曲剧 - Yùjù 豫剧        | Neixiang                                                     | Wǎnbāng 宛梆                                              |
| Henan                                      | Henan bangzi - Kūnqǔ 昆曲 - Qǔjù 曲剧 - Yùjù 豫剧        | Puyang - Anyang                                              | Dàpíngdiào 大平调                                         |
| Henan                                      | Henan bangzi - Kūnqǔ 昆曲 - Qǔjù 曲剧 - Yùjù 豫剧        | Qinyang                                                      | Huáibāng 怀梆                                             |
| Henan                                      | Henan bangzi - Kūnqǔ 昆曲 - Qǔjù 曲剧 - Yùjù 豫剧        | Taikang                                                      | Zhōukǒu dàoqíngxì 周口道情戏                              |
| Henan                                      | Henan bangzi - Kūnqǔ 昆曲 - Qǔjù 曲剧 - Yùjù 豫剧        | Xuchang                                                      | Yuèdiào 越调                                              |
| Henan                                      | Henan bangzi - Kūnqǔ 昆曲 - Qǔjù 曲剧 - Yùjù 豫剧        | Yueyang                                                      | Bālíngxì 巴陵戏                                           |
| Hubei                                      | Hànjù (Opera Hankou) 汉剧 Chǔjù (Opera Hubei) 楚剧       | Qianjiang                                                    | Jīngzhōu huāgǔxì 荆州花鼓戏                               |
| Hunan                                      | Huaguxi Xiāngjù 湘剧                                     | Chenxi                                                       | Chénhé gāoqiāng 辰河高腔,                                 |
| Hunan                                      | Huaguxi Xiāngjù 湘剧                                     | Changde                                                      | Chángdé gāoqiāng 常德高腔                                 |
| Hunan                                      | Huaguxi Xiāngjù 湘剧                                     | Li                                                           | Lǐzhōu Jīnghéxì 澧州荆河戏                                |
| Hunan                                      | Huaguxi Xiāngjù 湘剧                                     | Xinhuang Dong                                                | Tóngzú nuóxì 侗族傩戏                                     |
| Hunan                                      | Huaguxi Xiāngjù 湘剧                                     | Xupu                                                         | Chénhé mùliánxì 辰河目连戏                                |
| Hunan                                      | Huaguxi Xiāngjù 湘剧                                     | Yuanling                                                     | Yuánlíng chénzhōu nuóxì 沅陵辰州傩戏                      |
| Jiangsu                                    | Kūnqǔ 昆曲                                               | Yangzhou                                                     | Yángjù (Opera Yangzhou) 扬剧                              |
| Jiangxi                                    |                                                          | Ganzhou                                                      | Gànnán cǎicháxì 赣南采茶戏                                |
| Jiangxi                                    | Guangchang                                               | Guǎngchāng mèngxì 广昌孟戏                                   |                                                           |
| Jiangxi                                    | Yihuang                                                  | Yíhuángxì 宜黄戏                                             |                                                           |
| Jiangxi                                    | Yiyang                                                   | Yìyáng qiāng 弋阳腔                                          |                                                           |
| Liaoning                                   |                                                          | Shenyang                                                     | Píngjù 评剧                                               |
| Mongolia Interna                           |                                                          | Hohhot                                                       | èrréntái 二人台                                           |
| Shaanxi                                    | Qínqiāng 秦腔                                            | Ankang                                                       | Hàndiào èrhuáng 汉调二簧                                  |
| Shaanxi                                    | Qínqiāng 秦腔                                            | Hanzhong                                                     | Hàndiào guàngguàng 汉调桄桄                               |
| Shandong                                   | Liǔzxì 柳子戏                                            | Laizhou                                                      | Lánguānxì 蓝关戏                                          |
| Shandong                                   | Liǔzxì 柳子戏                                            | Zaozhuang                                                    | Liǔqínxì 柳琴戏                                           |
| Shandong                                   | Liǔzxì 柳子戏                                            | Zibo                                                         | Wǔyīnxì 五音戏                                            |
| Shanghai, municipalità                     | Hùjù (Opera di Shanghai) 沪剧 Kūnqǔ 昆曲                 |                                                              |                                                           |
| Shanxi                                     | Jinjù 晋剧                                               | Datong                                                       | Yànběi shuǎháiér 雁北耍孩儿                               |
| Shanxi                                     | Jinjù 晋剧                                               | Fanshi                                                       | Fánshì Yānggēxì 繁峙秧歌戏                                |
| Shanxi                                     | Jinjù 晋剧                                               | Hequ                                                         | èrréntái 二人台                                           |
| Shanxi                                     | Jinjù 晋剧                                               | Jincheng                                                     | Shàngdǎng bāngzǐ上党梆子 (Shàngdǎng èrhuáng 上党二黄)     |
| Shanxi                                     | Jinjù 晋剧                                               | Linfen                                                       | Púzhōu bāngzǐ 蒲州梆子                                    |
| Shanxi                                     | Jinjù 晋剧                                               | Lingqiu                                                      | Língqiū luóluó qiāng 灵丘罗罗腔                           |
| Shanxi                                     | Jinjù 晋剧                                               | Linxian                                                      | Línxiàn Dàoqíngxì 临县道情戏                              |
| Shanxi                                     | Jinjù 晋剧                                               | Linyi                                                        | Luógǔ-záxì 锣鼓杂戏                                       |
| Shanxi                                     | Jinjù 晋剧                                               | Qianxian                                                     | Xiánbǎnqiāng 弦板腔                                       |
| Shanxi                                     | Jinjù 晋剧                                               | Xinzhou                                                      | Běilù bāngzǐ 北路梆子                                     |
| Shanxi                                     | Jinjù 晋剧                                               | Youyu                                                        | Jìnběi Dàoqíngxì 晋北道情戏                               |
| Shanxi                                     | Jinjù 晋剧                                               | Shangluo                                                     | Shāngluò huāgǔ 商洛花鼓                                   |
| Shanxi                                     | Jinjù 晋剧                                               | Shuozhou                                                     | Shuòzhōu Yānggēxì 朔州秧歌戏                              |
| Sichuan                                    | Chuānjù 川剧                                             | Nanchong                                                     | Chuānběi dēngxì 川北灯戏                                  |
| Tianjin, municipalità                      |                                                          | Baodi                                                        | Píngjù 评剧                                               |
| Tibet, regione autonoma                    | Cángxì (Opera Tibetana) 藏戏                             | Lhasa                                                        | Lāsà juémùlóng 拉萨觉木隆                                 |
| Tibet, regione autonoma                    | Cángxì (Opera Tibetana) 藏戏                             | Qinghai                                                      | Qīnghǎi huángnán cángxì 青海黄南藏戏                      |
| Tibet, regione autonoma                    | Cángxì (Opera Tibetana) 藏戏                             | Shannan                                                      | Shānnán yǎlóng zhāxīxuěbā 山南雅隆扎西雪巴                |
| Tibet, regione autonoma                    | Cángxì (Opera Tibetana) 藏戏                             | Shannan                                                      | Shānnán ménbāxì (Opera Monpa) 山南门巴戏                  |
| Tibet, regione autonoma                    | Cángxì (Opera Tibetana) 藏戏                             | Shannan                                                      | Shānnán qióngjié qiǎzhuó zhāxībīndùn 山南琼结卡卓扎西宾顿 |
| Tibet, regione autonoma                    | Cángxì (Opera Tibetana) 藏戏                             | Xigazê                                                       | Rìkèzé jiǒngbā 日喀则迥巴                                 |
| Tibet, regione autonoma                    | Cángxì (Opera Tibetana) 藏戏                             | Xigazê                                                       | Rìkèzé Nánmùlín xiāngbā 日喀则南木林湘巴                  |
| Tibet, regione autonoma                    | Cángxì (Opera Tibetana) 藏戏                             | Xigazê                                                       | Rìkèzé Rénbù jiānggáěr 日喀则仁布江嘎尔                   |
| Yunnan                                     |                                                          | Yuxi                                                         | Yùxī huādēngxì 玉溪花灯戏                                 |
| Zhejiang                                   | Kūnqǔ 昆曲                                               | Dehong Dai-Jingbo                                            | Dǎijù (Opera Dai) 傣剧                                    |
| Zhejiang                                   | Kūnqǔ 昆曲                                               | Jinhua                                                       | Wujù                                                      |
| Zhejiang                                   | Kūnqǔ 昆曲                                               | Ningbo                                                       | Yongjù                                                    |
| Zhejiang                                   | Kūnqǔ 昆曲                                               | Ninghai                                                      | Nínghǎi píngdiào 宁海平调                                 |
| Zhejiang                                   | Kūnqǔ 昆曲                                               | Quzhou                                                       | Xīān gāoqiāng 西安高腔                                    |
| Zhejiang                                   | Kūnqǔ 昆曲                                               | Shaoxing                                                     | Shaojù                                                    |
| Zhejiang                                   | Kūnqǔ 昆曲                                               | Shengzhou                                                    | Yuèjù (Opera Shaoxin) 越剧                                |
| Zhejiang                                   | Kūnqǔ 昆曲                                               | Songyang                                                     | Sōngyáng gāoqiāng 松阳高腔                                |
| Zhejiang                                   | Kūnqǔ 昆曲                                               | Wenzhou                                                      | Oujù                                                      |
| Zhejiang                                   | Kūnqǔ 昆曲                                               | Taizhou - Pujiang                                            | Luàndàn 乱弹                                              |
| Zhejiang                                   | Kūnqǔ 昆曲                                               | Xinchang                                                     | Xīnchāng diàoqiāng 新昌调腔                               |
| Zhejiang                                   | Kūnqǔ 昆曲                                               | Zhuji                                                        | Zhuji Luantan                                             |